# كريستوفر ديفيز (ربان)
كريستوفر ديفيز (بالإنجليزية: Christopher Davies)‏ هو ربان ‏ بريطاني، ولد في 29 يونيو 1946.

## وصلات خارجية
- كريستوفر ديفيز على موقع الاتحاد الدولي للملاحة الشراعية (موقع جديد) (الإنجليزية)
- كريستوفر ديفيز على موقع الاتحاد الدولي للملاحة الشراعية (موقع قديم) (الإنجليزية)
- كريستوفر ديفيز على موقع اللجنة الأولمبية الدولية (الإنجليزية)
- كريستوفر ديفيز على موقع أوليمبيديا (الإنجليزية)
- كريستوفر ديفيز على موقع اللجنة الأولمبية البريطانية (الإنجليزية)